# John G. Perry
John G. Perry (* 19. ledna 1947 Auburn, New York) je britský baskytarista a zpěvák. Narodil se v USA, ale jeho rodiče byli Britové a v jeho dětství se opět přestěhovali do Anglie. V letech 1973–1974 působil ve skupině Caravan, se kterou nahrál jediné studiové album For Girls Who Grow Plump in the Night (1973) a hrál rovněž na orchestrálním koncertním záznamu Caravan and the New Symphonia (1974). V roce 1976 vydal své první sólové album nazvané Sunset Wading. Později spolupracoval s řadou dalších hudebníků, mezi které patří Gordon Giltrap, Anthony Phillips, Kevin Ayers nebo skupina Curved Air.

## Diskografie (výběr)
- Solid Ground (Dave Elliott, 1973)
- For Girls Who Grow Plump in the Night (Caravan, 1973)
- Caravan and the New Symphonia (Caravan, 1974)
- The Confessions of Dr. Dream and Other Stories (Kevin Ayers, 1974)
- Midnight Wire (Curved Air, 1975)
- Sunset Wading (John G. Perry, 1976)
- Visionary (Gordon Giltrap, 1976)
- Flyaway (Nutshell, 1977)
- Perilous Journey (Gordon Giltrap, 1977)
- Progress (Michael Giles, 1978)
- Fear of the Dark (Gordon Giltrap, 1978)
- Wise After the Event (Anthony Phillips, 1978)
- The Virgin (Adrian Snell, 1981)
- Land of Cockayne (Soft Machine, 1981)
- Daybreak (Paul Field, 1983)